# Veit Medick

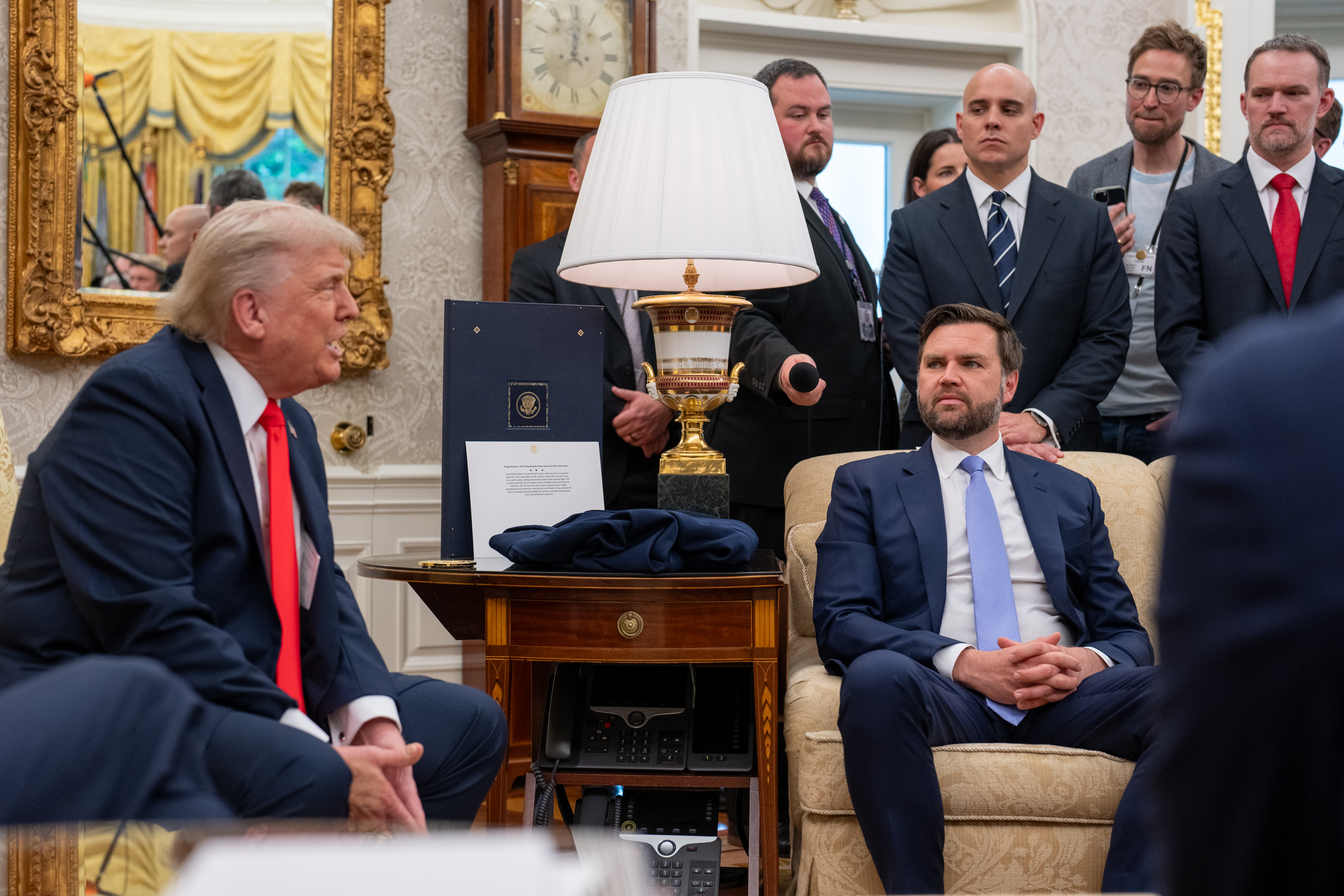
Veit Medick (2. v. r.) beim Antrittsbesuch von Bundeskanzler Friedrich Merz beim US-Präsidenten Donald Trump im Oval Office (2025)

Veit Medick (* 1980) ist ein deutscher Journalist.

## Leben
Medick ist ein Sohn der Kulturwissenschaftlerin Doris Bachmann-Medick und des Historikers Hans Medick. Er studierte ab 2002 Politikwissenschaften und Internationale Beziehungen in Göttingen, Berlin und ab 2005 in Kairo. Während seines Studiums absolvierte er diverse Praktika bei Zeitungen in Hamburg und Berlin und arbeitete als freier Mitarbeiter unter anderem für die Financial Times Deutschland und Welt Online.
Ab 2007 arbeitete Medick als Volontär bei der Tageszeitung in Berlin und anschließend als Redakteur im Ressort Innenpolitik. Er wurde 2009 Politikredakteur im Berliner Büro von Spiegel Online. Mit einem Stipendium des Arthur F. Burns Fellowship war er 2012 für zwei Monate beim Miami Herald als Reporter tätig. Ab Juli 2015 arbeitete er für zwei Jahre als Korrespondent des Nachrichtenmagazins Der Spiegel in Washington, D.C. Von August 2017 bis Mai 2023 war er Redakteur im Hauptstadtbüro des Magazins. Seit Juni 2023 ist er Leiter des Politikressorts im Hauptstadtbüro des Stern.